# Nordbahn
 (janvier 2022).
Si vous disposez d'ouvrages ou d'articles de référence ou si vous connaissez des sites web de qualité traitant du thème abordé ici, merci de compléter l'article en donnant les références utiles à sa vérifiabilité et en les liant à la section « Notes et références ».
La Nordbahn (Ligne du Nord) est une ligne de chemin de fer autrichienne reliant Vienne (gare de Vienne-Praterstern) à Břeclav (Moravie, République tchèque). Construite à partie des années 1830, elle fut le premier réseau ferré de l'empire d'Autriche, et fut exploitée par les Chemins de fer du Nord Empereur-Ferdinand (de), qui fut nationalisée en 1906. Elle fait partie du corridor paneuropéen IV et du réseau transeuropéen de transport no 22 qui va d'Athènes à Dresde.

## Caractéristiques

### Tracé
- Vienne-Praterstern → Haltestelle Wien Traisengasse (de) → Verkehrsstation Wien Handelskai (de) → Vienne-Floridsdorf →  Bahnhof Wien Leopoldau (de) → Vienne-Süßenbrunn (de) → Deutsch-Wagram → Helmahof (de) → Strasshof an der Nordbahn → Silberwald → Gänserndorf →  Weikendorf-Dörfles → Talllesbrunn →  Angern an der March → Stillfried (de) →  Dürnkrut →  Jedenspeigen → Sierndorf an der March (de)→ Drösing → Hohenau an der March → Rabensburg → Bernhardsthal → Břeclav.

### Ouvrages d'art
- Le viaduc de Bernhardsthaler Teich (de) construit par Carl von Ghega
- Nordbahnbrücke (de)

## Galerie

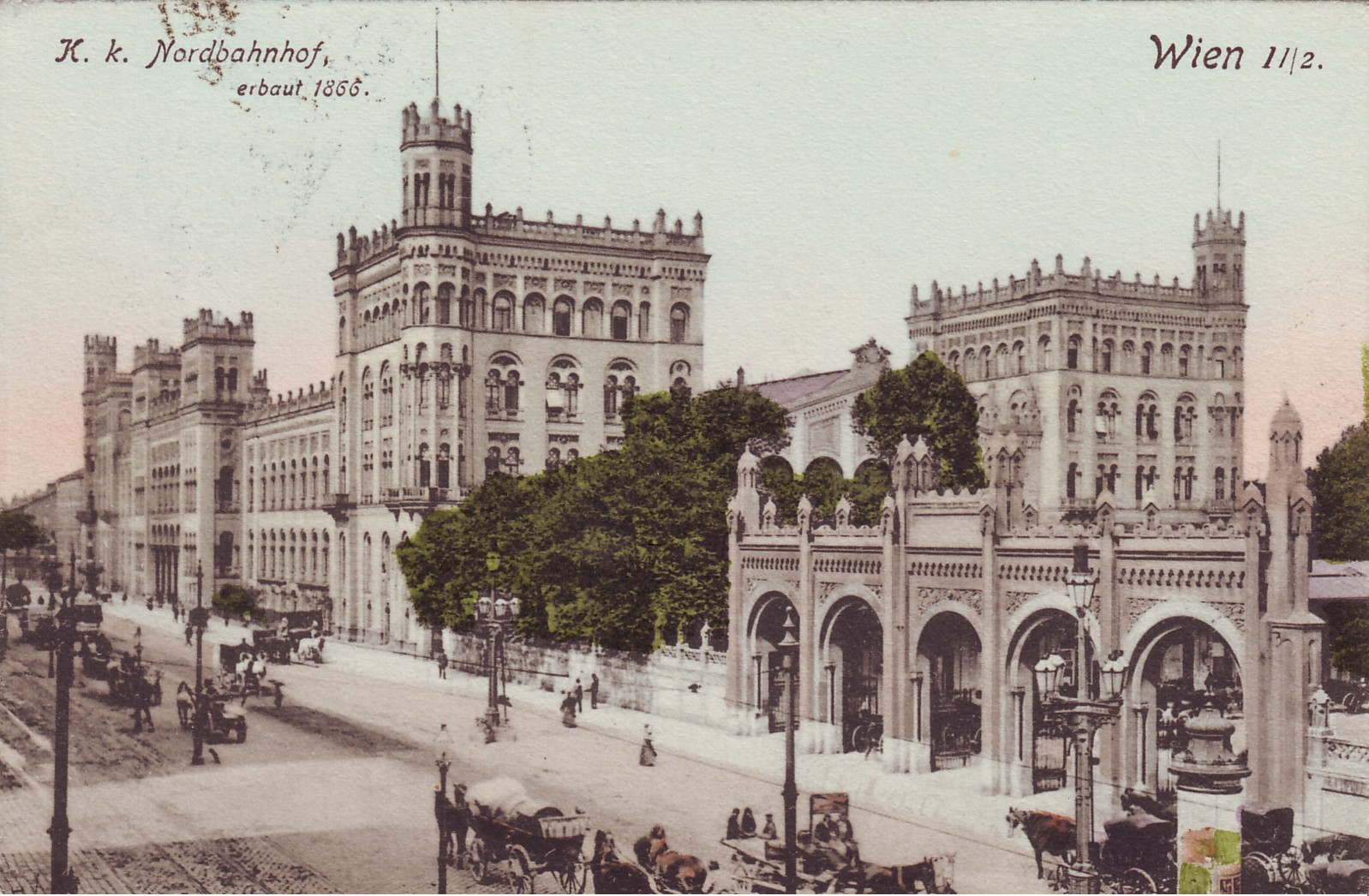
La Nordbahnhof en 1908, aujourd'hui Banhof Wien Praterstern (de)
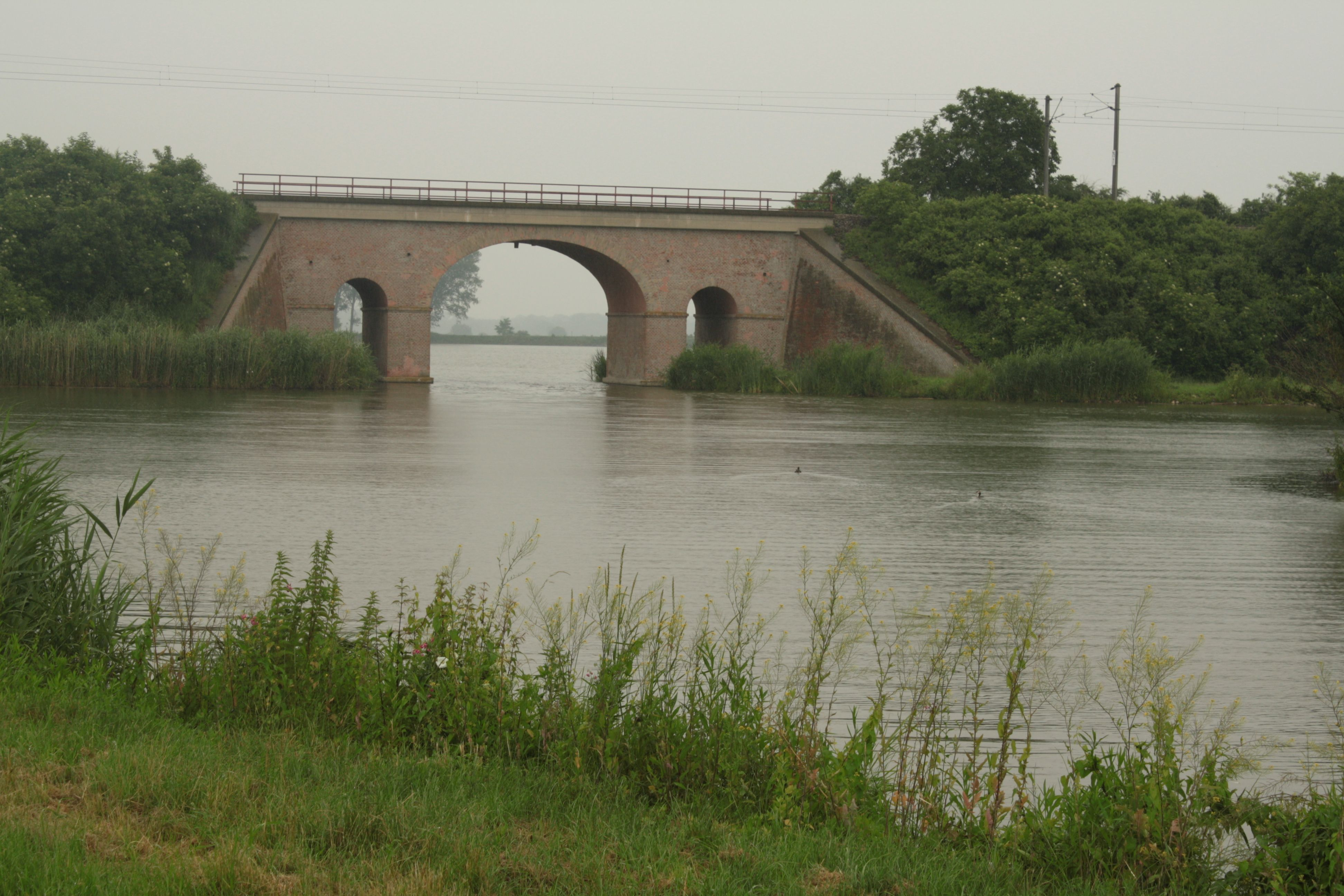
Le viaduc de Bernhardsthaler Teich (de) construit par Carl von Ghega
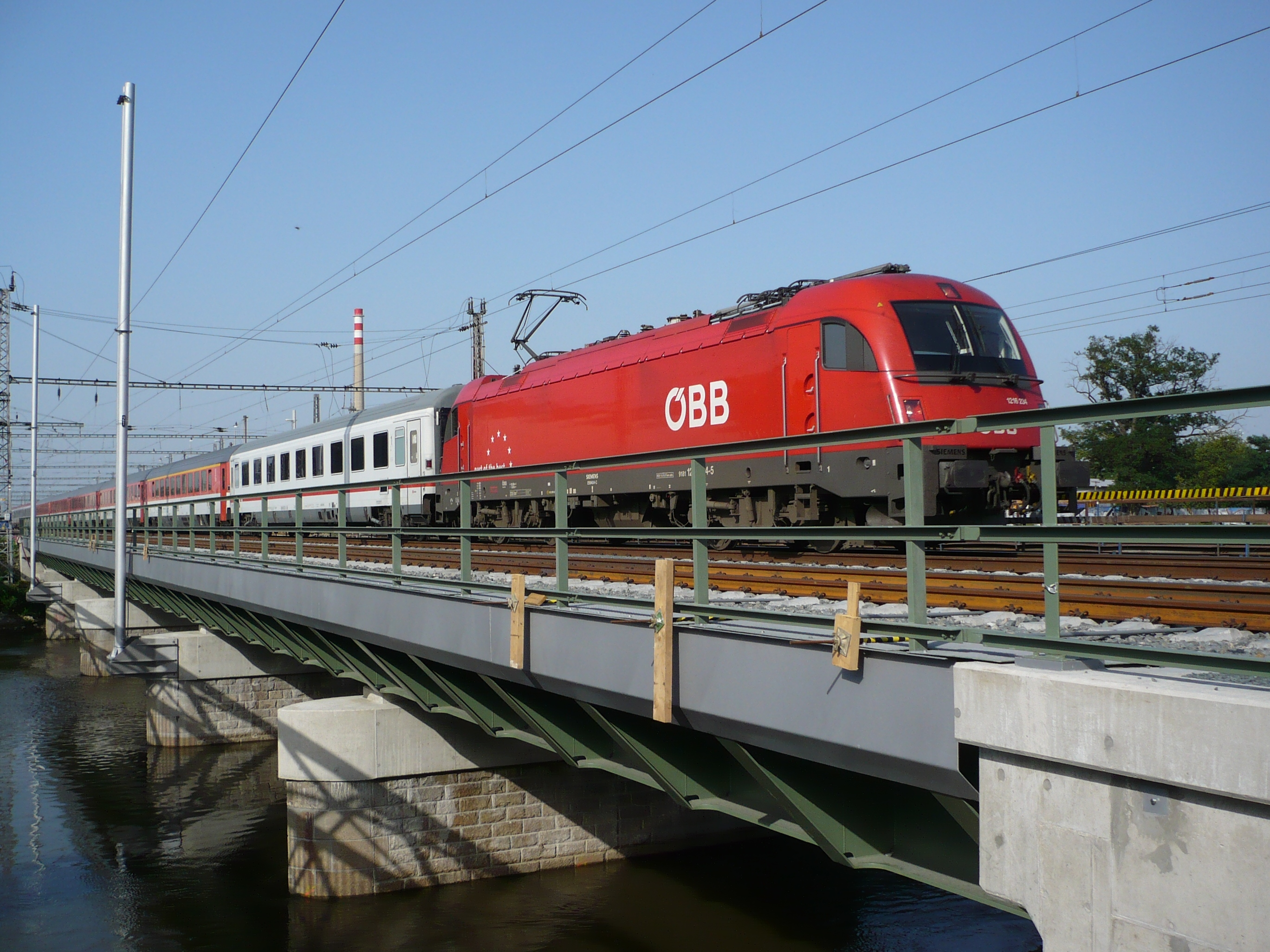
Une Siemens ES64U4 (de) sur la Thaya à Břeclav
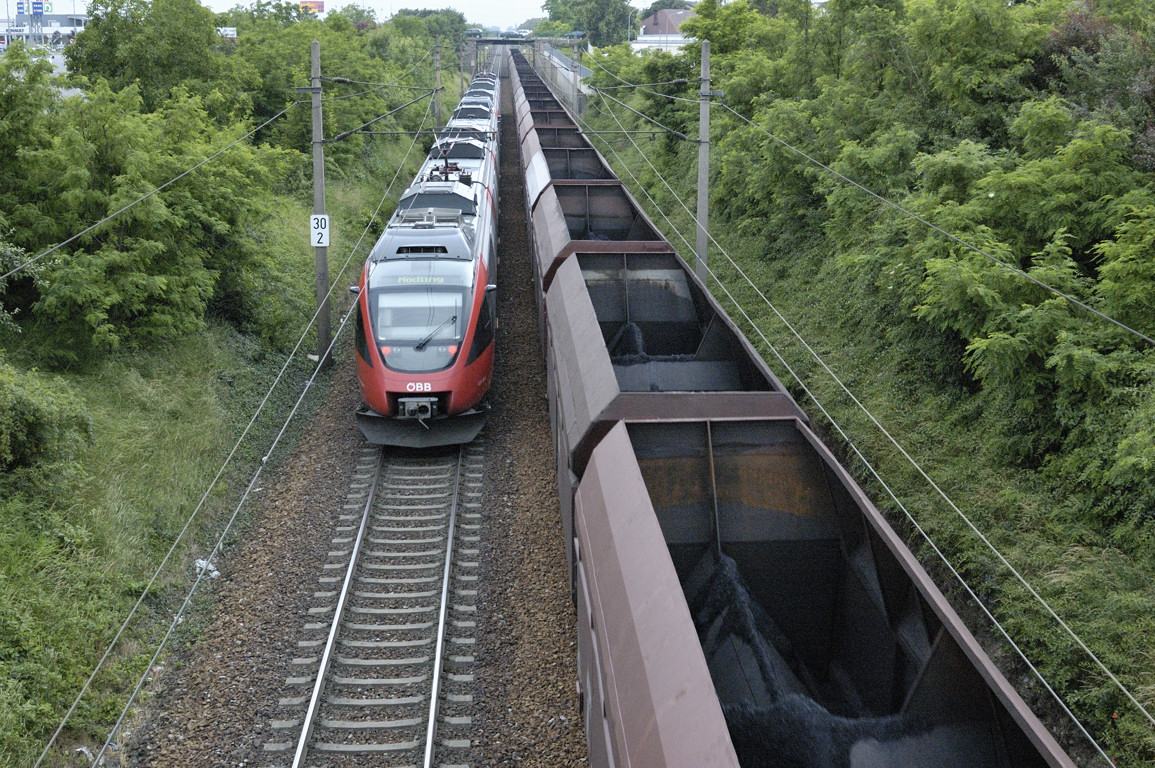
La Nordbahn à Gänserndorf
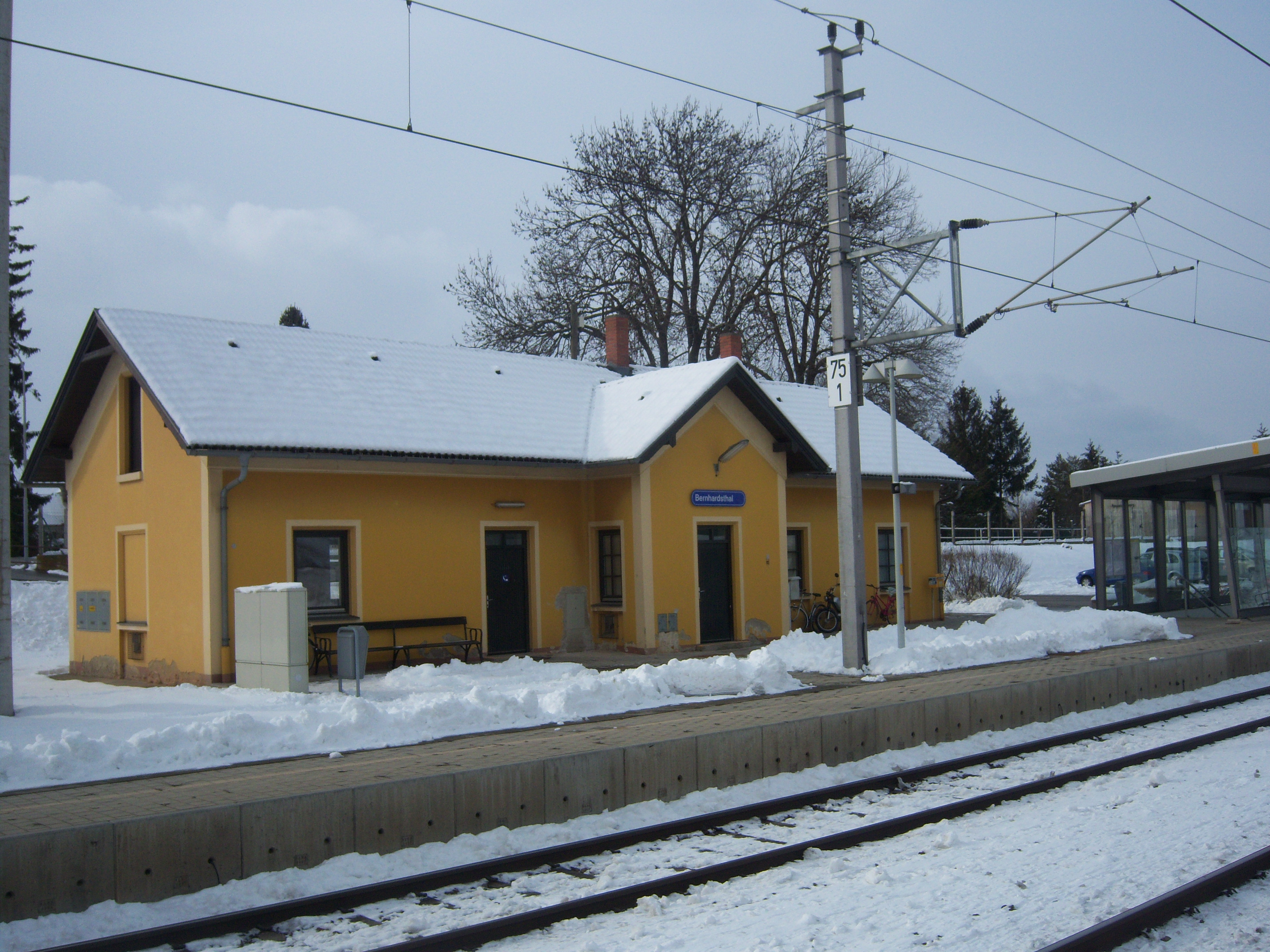
La dernière gare en Autriche, Bernhardsthal
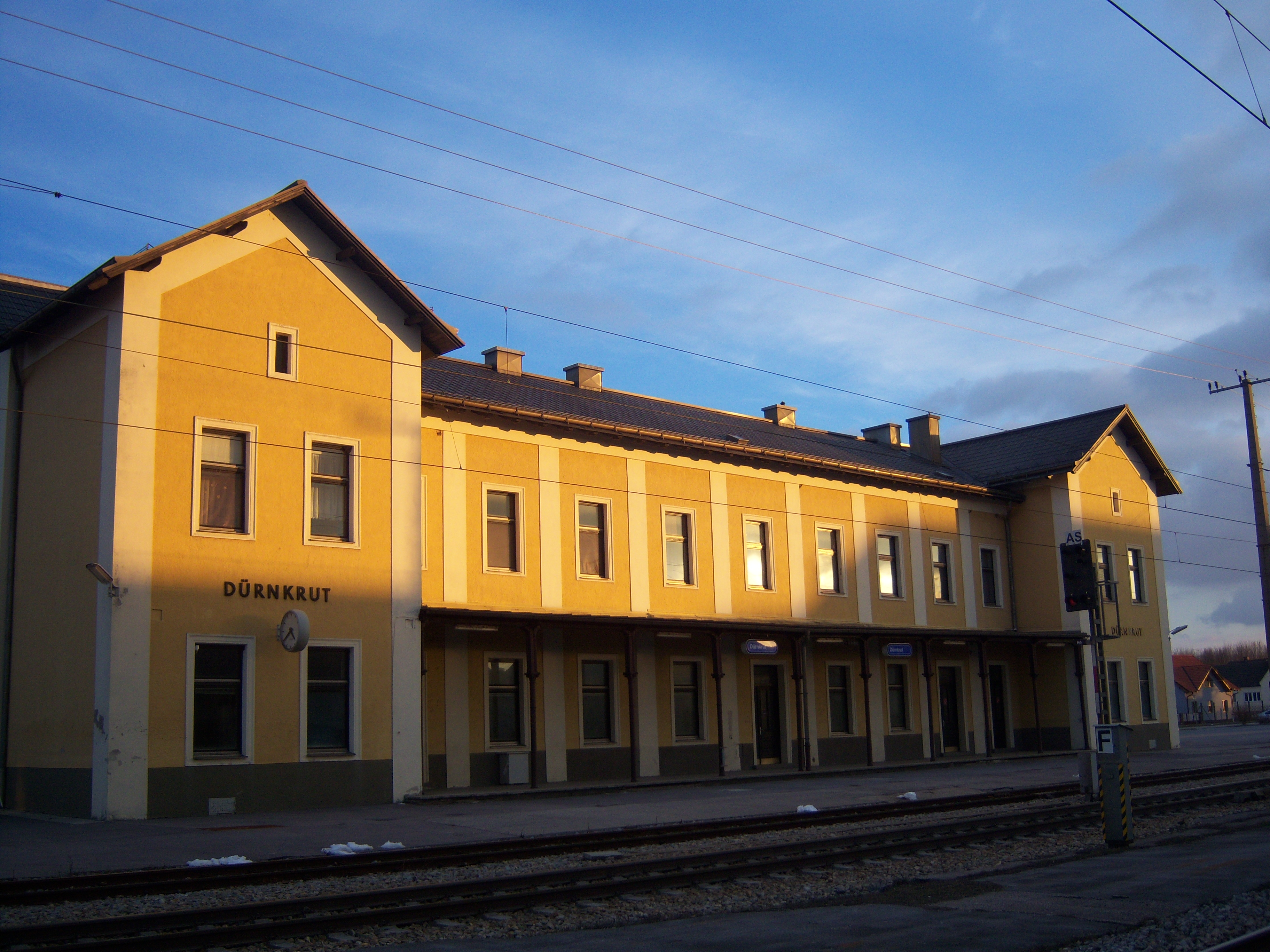
Dürnkrut